# Kartitscher Sattel
Kartitscher Sattel är ett bergspass i Österrike.   Det ligger i distriktet Lienz och förbundslandet Tyrolen, i den centrala delen av landet, 300 km sydväst om huvudstaden Wien. Kartitscher Sattel ligger 1 545 meter över havet.
Terrängen runt Kartitscher Sattel är bergig norrut, men söderut är den kuperad. Runt Kartitscher Sattel är det ganska glesbefolkat, med 24 invånare per kvadratkilometer.. Närmaste större samhälle är Obertilliach, 5,7 km öster om Kartitscher Sattel. 
Trakten runt Kartitscher Sattel består i huvudsak av gräsmarker.